# رژیم غذایی برای سیاره‌ای کوچک
رژیم غذایی برای سیاره‌ای کوچک (انگلیسی: Diet for a Small Planet) کتابی پرفروش به قلمِ فرانسیس مور لاپه است که در سال ۱۹۷۱ منتشر شد. این نخستین کتابی است که به اثرات تخریبی محیط‌زیستی تولید گوشت و نقش آن در کمبود جهانی غذا اشاره کرده‌است. لاپه در این کتاب به طرفداری از گیاه‌خواری زیست‌محیطی پرداخت و روی آوردن به شیوهٔ زندگی گیاه‌خواری را به دلیل نگرانی‌های موجود دربارهٔ صنایع غذایی حیوانی و تولید محصولات حیوانی پیشنهاد نمود.
این کتاب بیش از ۳ میلیون نسخه فروش داشت و برای نخستین بار استدلال نمود که گرسنگی در جهان ناشی از کمبود غذا نیست، بلکه سیاست ناکارآمد غذایی سبب‌ساز آن است. علاوه بر ارائه اطلاعات در زمینهٔ نحوهٔ تولید گوشت و اثر آن بر گرسنگی، این کتاب حاوی دستورالعمل‌هایی برای تغذیه سالم و صدها دستور پخت و آشپزی برای غذاهایِ بدون گوشت بود. «آمیزه‌ای از دستورهای آشپزی و تجزیه‌وتحلیل‌ها، که نمونه و نمادی از اعتقاد ریشه‌گرایانی شد که معتقد بودند می‌توان درمان‌های شخصی را با فعالیت‌های سیاسی تلفیق نمود.»